# Bandentram

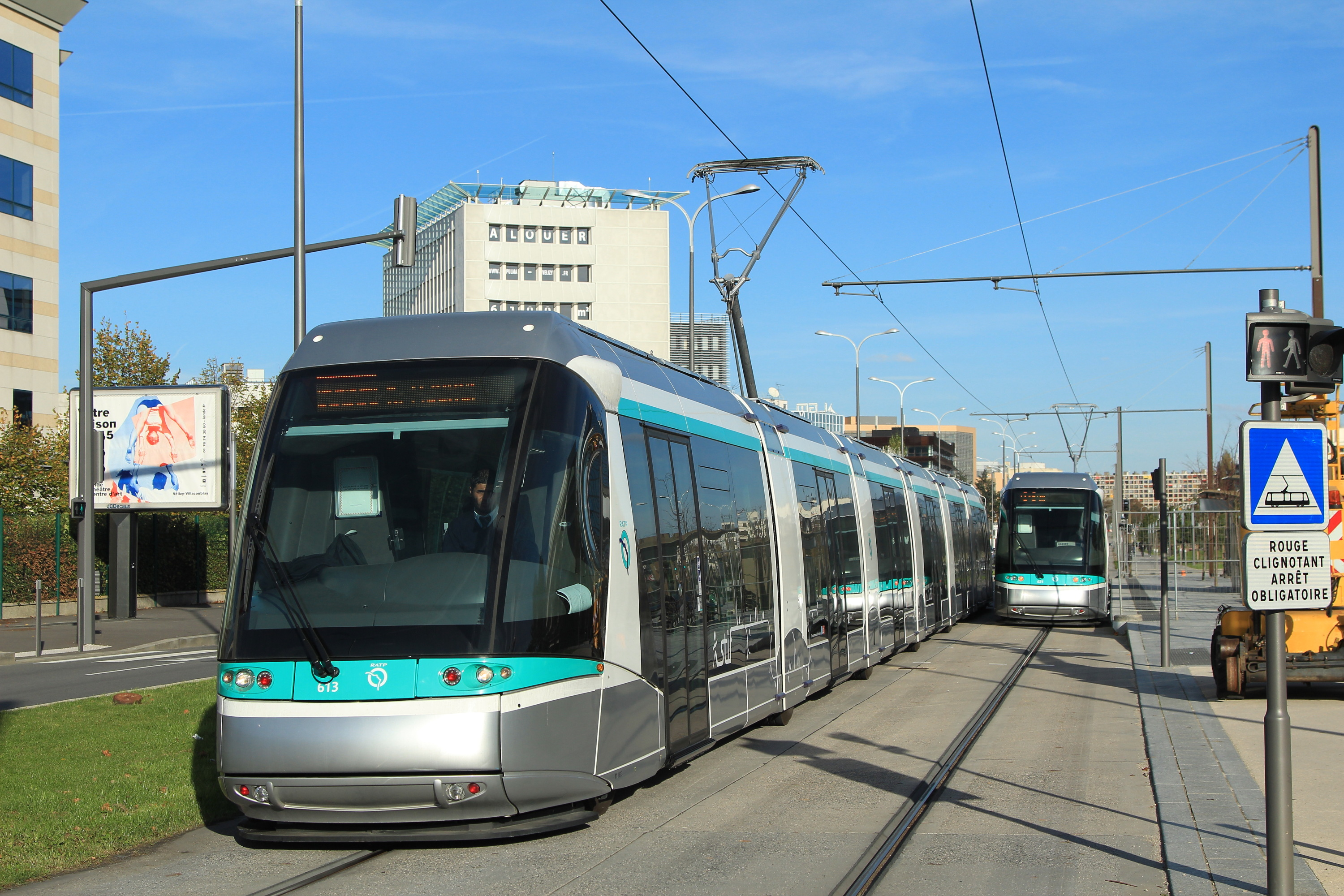
Twee bandentrams op lijn 6 in Parijs.

Een bandentram (Frans: tramway sur pneumatiques) is een type voertuig op luchtbanden dat gestuurd wordt door middel van een rail. Dit type voertuig wordt gevoed door middel van bovenleiding. De definitie van de bandentram is vastgelegd in de Franse wet. Met het gebruik van een rail en de voeding via een bovenleiding functioneren de voertuigen als trams. Tegelijkertijd kan het type voertuig gezien worden als een speciale soort geleide bus vanwege de luchtbanden.

## Fabrikanten
Bij de versie van de elektrische bandentram met bovenleiding zijn er twee fabrikanten die voertuigen hebben geleverd. Dat zijn de TVR van Bombardier en de Translohr van Lohr.

### TVR
Hierbij is de eerste meer verwant aan een geleide trolleybus. Dit volgt uit het feit dat de geledingen vergelijkbaar zijn met een harmonica-bus, maar ook dat het voertuig maar in een richting kan rijden tijdens de lijndienst. De voertuigen hebben in Frankrijk net als bussen een kenteken. In de gemeentes (Caen en Nancy) waar deze bussen reden, werden ze toch aangeduid als bandentram. Vanwege vele problemen, ongelukken en veel hogere kosten in plaats van dat het goedkoper zou zijn dan een tram, is in Caen in 2017 de bandentram opgeheven en in 2019 vervangen door een gewone tram. In Nancy is het systeem opgeheven in 2023 en wordt vervangen door trolleybussen.

### Translohr
Dit tweede type is meer verwant aan een tram. Dit volgt uit het feit dat de geledingen vergelijkbaar zijn met een gelede tram, maar ook dat het voertuig wel in twee richtingen kan rijden tijdens de lijndienst. Dit is net als bij de meerderheid van moderne lagevloertrams. De voertuigen hebben in Frankrijk net als trams op twee rails geen kenteken. Sinds eind 2013/2014 rijden ze ook bij de tram van Parijs op de lijnen 5 en 6.
In 2010 reden de eerste bandentrams in Venetië. Dit systeem wordt beheerd door Azienda Consorzio Trasporti Veneziano.

## Aanverwante betekenissen

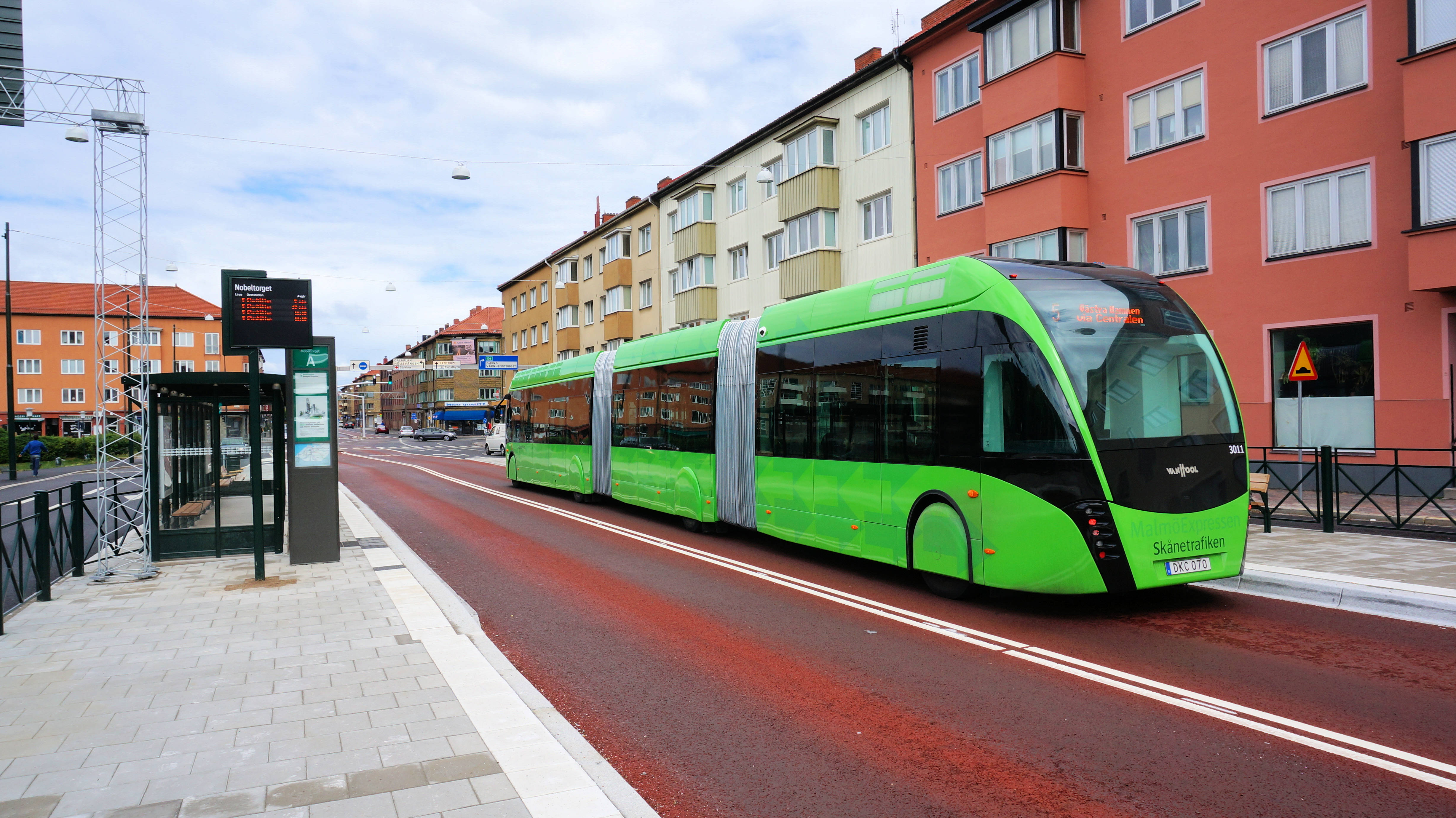
Geen bandentram, maar een dubbelgelede bus ("trambus") in Malmö op eigen baan.

De bandentram wordt ook wel trambus genoemd, maar deze term is ook voor heel andere vervoersconcepten in gebruik:
- Trambus is sinds het midden van de twintigste eeuw het meest voorkomende chassis- en carrosserietype bij autobussen.
- Trambus is een marketingterm voor (dubbel)gelede bussen met het uiterlijk van een tram[1] zoals de trambussen van De Lijn (Van Hool ExquiCity).
- De Braziliaanse stad Curitiba is bekend om het HOV-netwerk. Hierbij stoppen extra lange bussen bij stations die ook bij lightrail-lijnen voorkomen.